# Lux Express
Lux Express Group — естонська автотранспортна компанія зі штаб-квартирою в Таллінні, що здійснює міжміські та міжнародні пасажирські автоперевезення. На ринку автоперевезень виступає під торговими марками «Lux Express» та «Simple Express». Колишній партнер «Eurolines».

## Історія
Компанія заснована в 1993 році під назвою «MootorReisi AS». У 1995 році стала партнером «Eurolines», під брендом якого виступала на дільніх міжнародних маршрутах. У 2010 році компанія «Lux Express» вийшла з-під бренду «Eurolines», оскільки припинила перевезення на далеких маршрутах. Компанія створила два власні бренди — «Lux Express» та бюджетний «Simple Express».